# Chambers Street (Édimbourg)

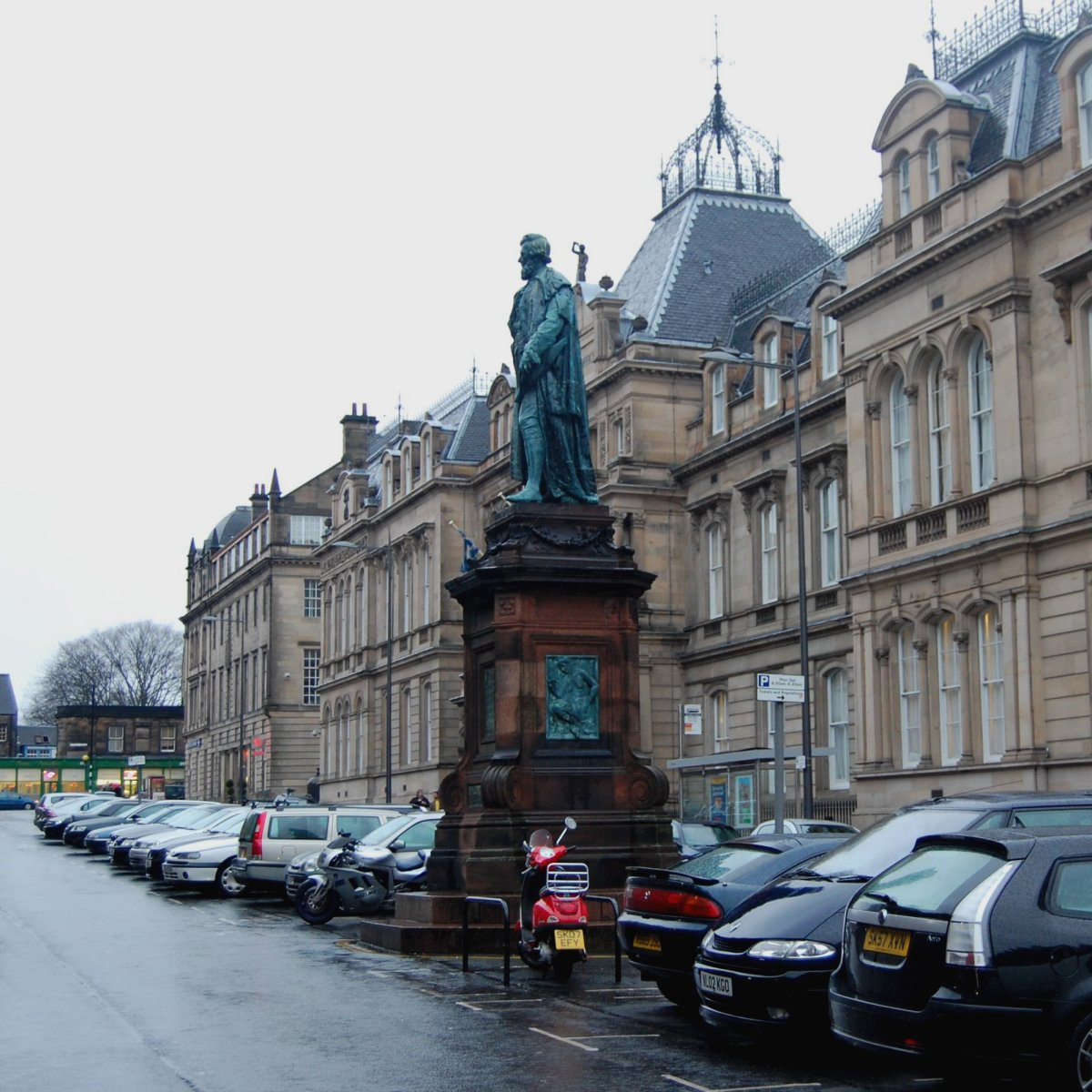
Chambers Street avec la statue de William Chambers, qui a donné son nom à la rue.

Chambers Street est une rue d'Édimbourg, en Écosse, située au sud de la vieille ville. La rue porte le nom de William Chambers, Lord Provost d'Édimbourg qui fut le principal promoteur de l'Edinburgh Improvement Act (1867) qui conduisit à sa création en 1870. Une ruelle étroite nommée North College Street et trois places résidentielles construites au XVIIIe siècle – Adam Square, Argyle Square et Brown Square – ont disparu au cours de sa réalisation. La rue est dominée par les bâtiments de l'université et des musées. 

## Bâtiments remarquables
Bâtiments par date d'achèvement :
- Old College de l'Université d'Édimbourg, 1791-1827 (la façade de Chambers Street est visiblement plate pour un bâtiment conçu différemment par Robert Adam et William Henry Playfair)
- Minto House, 1878 : le site était autrefois la maison de Lord Dunsinane[1], aujourd'hui le département d'architecture de l'Université d'Édimbourg
- Musée Royal, 1888, actuel Musée national d'Ecosse
- Adam House, Université d'Édimbourg, 1953 (conçu par William Kininmonth)
- Tribunal du shérif d'Édimbourg, 1995
- Musée national d'Écosse, extension de 1998
- Ancien hôpital et école dentaire d'Édimbourg